# L'École des champions
Pour les articles homonymes, voir L'École des champions (téléfilm).
L'École des champions (燃えろ！トップストライカー, Moero! Toppu Sutoraikā) est un anime franco-japonais réalisé par Nippon Animation sur le thème du football composé de 49 épisodes. Il est diffusé au Japon du 10 octobre 1991 au 24 septembre 1992.
La série est diffusée en France du 25 novembre 1992 au 16 juin 1993 sur TF1 dans l'émission le Club Dorothée. La production en France comptabilise 52 épisodes, les 3 épisodes supplémentaires sont des épisodes constitués à partir d'extraits de la série où seul le doublage diffère, ce qui donne un sens différent aux images.

Teletoon diffuse pour la première fois en 1998 les trois derniers épisodes, puis l'intégralité des 52 épisodes est rediffusée depuis 1998 sur la chaîne Mangas, puis  sur France 5 dans l'émission Midi les Zouzous en 2006.
La série dispose d'une chaine Youtube officielle, où l'intégralité des épisodes a été mis en ligne du 21 octobre 2016 au 30 juin 2021.
La chaîne L'Équipe rediffuse la série depuis le 12 juillet 2021. Parallèlement, la plateforme 6play diffuse à son tour la série à compter du 7 juillet 2021.

## Synopsis
L'histoire se déroule à Gênes, en Italie. Hikaru Kikkawa (吉川 光) est un jeune Japonais (dans la version française, il s'appelle Benjamin Lefranc et est français), passionné de football âgé de 11 ans, qui a su développer ses capacités en s'entraînant seul ou avec ses amis.
Le docteur Albert Robson, ancien joueur professionnel, le remarque et décide de l'entraîner. Il jouera d'abord dans l'équipe de Colombus puis dans celle de Gênes et enfin dans l'équipe des Ailes de Jupiter (Jupiter Wings, parfois abrégé en J. Wings), équipe composée de jeunes talents, venants de différents pays et dont Hikaru sera le capitaine.
Hikaru fera aussi la rencontre de Catherine Ray (dans la version française, Catherine Townsend), une jeune fille destinée à devenir une grande danseuse, également la sœur cadette du Français Julian Ray (dans la version française, Éric Townsend est Anglais), qui deviendra sa petite amie. Malheureusement, cette dernière ayant réussi des auditions, doit s'éloigner pour sa carrière, à son grand dam.

## Personnages
Pour le nom des personnages, la version originale (japonaise) est prioritaire et la version française est écrite entre parenthèses.
Dans la version originale, les noms des personnages affichés dans les sous-titres de fin sont uniquement les prénoms. Les noms complets, y compris les noms de famille, sont mentionnés dans l'histoire.

### Personnages principaux
- Hikaru Kikkawa (Fr: Benjamin Lefranc) (Colombus ⇒ Gênes ⇒ Ailes de Jupiter)

Nationalité japonaise dans la version originale (japonaise) du dessin animé, de nationalité française dans la version française.
Né en tant que fils unique d'un diplomate, il a été emmené par son père dès son plus jeune âge pour se déplacer à travers le monde. À l'âge de dix ans, il est venu à Gênes en tant qu'élève international avec l'aide de son père, d'abord joueur de l'équipe des jeunes du club pro de San Podesta Jr, il y est remplaçant et est méprisé par la star de l'équipe, Julian Ray (Éric Townsend).
Mais, à la suite de la mort de ses parents dans un accident d'avion, il devient orphelin et devait être emmené chez sa tante (la jeune sœur de son père). À ce moment, le docteur Albert Robson a demandé à sa tante de lui confier Hikaru.
Il intègre l'équipe de Columbus, originellement très mauvaise, mais depuis son arrivée, l'équipe devient plus redoutable que jamais. Elle parvient même à se hisser en finale du tournoi de Gênes, où Columbus perd dans les arrêts de jeu face à San Podesta Jr. Cependant, il surclasse individuellement Éric Townsend durant la rencontre. Il tombe amoureux de Catherine, la sœur d'Éric. Il devient capitaine de la sélection de la ville de Gênes et remporte le tournoi. Après cela, ne voyant pas d'avenir possible à Columbus, il hésite entre réintégrer San Podesta Jr ou rentrer dans son pays pour jouer avec la sélection nationale.
Il suit cependant Robson dans son projet d'équipe multinationale et en devient le capitaine. Lors du match contre la France, Cesare, Julian et lui créent une combinaison en trio : la technique des trois tirs. Après avoir réussi plusieurs auditions, Catherine est contrainte de s'éloigner de Hikaru pour sa carrière, ce qui met fin à leur relation amoureuse. C'est un meneur de jeu très technique, doué des deux pieds et disposant du tir de l'aigle, long tir en chandelle retombant brusquement et finissant presque toujours dans les filets.
- Anna Liegi (Colombus ⇒ Equipe nationale d'Italie)

Assistante de Robson et as de l'équipe de Colombus, elle rivalise en talent avec certains des meilleurs joueurs masculins. Elle ne peut participer au tournoi de Gênes, réservé aux joueurs masculins. Elle parvient néanmoins à se faire sélectionner en équipe nationale féminine d'Italie, mais se blesse au genou pendant un entraînement avec Hikaru.
Elle est masculine mais attentionnée et est comme une sœur aînée pour Hikaru. Elle tombe amoureuse d'Hikaru et, de ce fait, devient la rivale de Catherine.
- Albert Robson (Ex joueur professionnel et meilleur buteur des Léopards de Londres ⇒ Docteur en médecine + Entraîneur : Colombus ⇒  Ailes de Jupiter)

Ancien buteur vedette de l'équipe d'Angleterre, il a arrêté sa carrière prématurément à la suite du décès de la femme de sa vie, renversée accidentellement par une voiture. Issu d'une famille anglaise huppée, il est en froid avec eux, ne s'est même pas déplacé à l'enterrement de son père et est devenu médecin dans un quartier populaire de Gênes.
En quête d'un jeune joueur à qui transmettre son savoir, il jette son dévolu sur Hikaru, devient son mentor et lui enseigne ses techniques. Il crée par la suite l'équipe des Ailes de Jupiter, grâce au soutien financier de son frère cadet qui l'a toujours admiré malgré leurs différends.
- M. Bertini (Entraîneur adjoint : Columbus ⇒ Gênes ⇒ Ailes de Jupiter)

Adjoint de Robson, il se distingue par sa bonhommie et son sens aigu des relations sociales. Il excelle au recrutement et à la résolution de conflits, qualités des plus précieuses tout au long de l'histoire .Il accompagne Benjamin durant le long de toute la série et pas seulement pour le foot.
- Julian Ray (fr: Éric Townsend) (San Podesta Jr ⇒ Gênes ⇒ Ailes de Jupiter)

Dans la version japonaise, un garçon venu de France à Gênes. Dans la version française, Joueur anglais expatrié en Italie, il est l'attaquant star de l'équipe de San Podesta Jr.
Issue d'une famille aisée, il est le seul joueur de la série à prendre ses études au sérieux. Techniquement, il est pratiquement aussi doué que Hikaru (Benjamin) ballon au pied. Il dispose d'un tir donnant l'impression que la balle disparaît.
Un brin arrogant, il méprise profondément Hikaru qui était remplaçant dans l'équipe. Il a une petite sœur, Catherine, promise à une grande carrière de danseuse, qui est amoureuse de son rival Hikaru.
Il parvient à gagner d'extrême justesse le tournoi de Gênes, mais se blesse gravement à la cheville au cours du match. Il est cependant battu individuellement et se résigne à reconnaître Hikaru comme lui étant supérieur. Il songe même à arrêter le football avant d'être défié par Cesare, ce qui le convainc de se soigner au plus vite pour l'affronter en match officiel. Il rejoint l'équipe de Gênes pour la finale face à l'équipe de Naples, menée par Cesare et forme un duo extraordinaire avec Hikaru. Ensemble, ils gagnent le match et finissent par devenir amis.
De retour à Gênes, il voit se fermer les portes de la sélection nationale anglaise, car certains membres du comité n'ont pas apprécié qu'il se soit expatrié si jeune. Il est convaincu par Hikaru d'intégrer l'équipe des Ailes de Jupiter, dont il devient le numéro 9. Lors du match contre la France, Cesare, Hikaru et lui créent une combinaison en trio : la technique des trois tirs. Il va également sympathiser avec Roberto à cette période lors d'une journée à Paris pour aller voir Catherine danser sur scène.
- Catherine Ray (fr: Catherine Townsend)

Sœur cadette de Julian (Éric), elle tombe amoureuse d'Hikaru et entame une relation avec lui. C'est une fille qui rêve de la primadonna et qui étudie dans une école de ballet à Gênes. Elle joue avec la croyance de "rêve" et de "jouir", son frère Julian lui note que c'est une "idée simple". Pendant la convalescence de son frère blessé à la cheville, alors qu'elle a été choisie comme ballerine, elle abandonne la danse, le rejoint chez leur tante Maria et reste auprès de lui jusqu'à ce que Cesare défie son frère et le convainc de reprendre le football. Plus tard après la victoire de Gênes au tournoi national, elle reprend la danse et redevient ballerine. Hélas, après plusieurs auditions, elle doit se séparer d'Hikaru, car elle accepte de rejoindre une école de ballet à Paris.
- Cesare Gatti (Gloria ⇒ Naples ⇒ Ailes de Jupiter)

Buteur de l'équipe de Gloria, il est l'antagoniste principal de la première partie de l'animé. Joueur massif et violent, il travaille sur les docks en mentant sur son âge pour gagner sa vie. Il découvre le football par hasard et se jure de devenir le meilleur. Il est éliminé par Columbus en demi-finales du tournoi de Gênes.
Sélectionné dans l'équipe de la ville, il en claque la porte en comprenant qu'il ne serait pas le buteur numéro un et rejoint l'équipe de Naples à la demande d'un recruteur pour affronter à la fois Éric et Benjamin. Battu à nouveau, il quitte l'équipe de Naples pour s'endurcir davantage.
Il est finalement recruté par Bertini comme membre de l'équipe des Ailes de Jupiter et y trouve un nouveau rival : Yann, qui peut lui tenir tête physiquement. Lors de la finale face à la France pendant le tournoi national, Cesare se rend compte qu'il s'est trompé sur Yann et devient ami avec lui, ainsi qu'avec Ash. Lors du même match, Julian, Hikaru et lui créent une combinaison en trio : la technique des trois tirs.

### Coéquipier de Columbus
- Roberto Concini (Colombus ⇒ Gênes ⇒ Ailes de Jupiter)

Le capitaine de l'équipe de Columbus. Bien qu'il soit un coureur de jupons, il est le moins mauvais joueur de son équipe. Il a une petite amie nommée Sophia à l'école de ballet.
Initialement réticent à laisser le leadership à Hikaru, il s'efface devant la supériorité de Hikaru et devient un de ses lieutenants les plus fidèles. Joueur assez peu doué, il progresse au contact de Hikaru et sauve régulièrement son équipe en payant de sa personne, notamment face aux frappes puissantes de Cesare.
- Lucas Rondi (Columbus ⇒ Gênes ⇒ Ailes de Jupiter)

Fils d'une famille d'artistes du cirque, il est recruté par Hikaru pour faire partie de l'équipe de Columbus au poste de libéro. Dribbleur hors pair, il se distingue grâce à ses acrobaties en se servant le plus souvent de Roberto comme tremplin.
Sélectionné dans l'équipe de Gênes en tant que Défenseur, il apprend qu'il doit rejoindre sa famille juste avant la demi-finale contre Milan. Perturbé par la nouvelle, il réalise une première mi-temps déplorable mais se remotive après avoir appris la nouvelle à ses coéquipiers. Il parvient alors à prendre le dessus sur le capitaine de Milan et participe activement à la victoire de Gênes.
Après la victoire de Gênes en finale, Lucas fait son retour et intègre l'équipe des Ailes de Jupiter. Il trouve Papan un rival de taille pour l'acrobatie, mais les deux jeunes garçons deviennent finalement amis.
- Macaroni Giotti (Columbus ⇒ Gênes ⇒ San Podesta Jr)

Défenseur dans l'équipe de Columbus, il manque de confiance en lui, mais l'arrivée d'Hikaru dans l'équipe va l'encourager à se surpasser. Au fur et à mesure des matchs, il progresse et devient un défenseur redoutable. Ses efforts ont tellement été remarqués, qu'il est sélectionné dans l'équipe de Gênes lors du tournoi inter-régional d'Italie.
Il ne dispute que la finale face à Naples, pour compenser l'absence de Lucas, contraint de quitter l'équipe puisque ses parents souhaitent changer de région. Il quitte ensuite Columbus pour rejoindre San Podesta Jr, où lors de la finale de la coupe du monde des clubs junior face à l'équipe des Ailes de Jupiter d'Hikaru, il se distingue en réussissant à repousser les tirs de l'aigle de son ancien capitaine.
- Giorgio Fornari

Le gardien de but de l'équipe de Colombus. C'est un gentil garçon qui peut très vite perdre confiance en lui. De plus il n'est pas très rassuré à son poste lors des matchs, en plus d'avoir un niveau déplorable. L'aide et les conseils d'Hikaru lui seront donc plus que bénéfiques et l'aideront à progresser.
Lors du tournoi de Gênes, il se retrouve tétanisé face aux puissants tirs de Cesare. Il parvient néanmoins à surmonter sa peur grâce à l'aide d'Hikaru, encore une fois. Peu après, il finira par devenir beaucoup plus serein dans les buts.
- Antonio Solozzo

Milieu de l'équipe de Colombus. Fait partie des plus mauvais joueurs de Colombus. Discret, il manque de confiance en lui et a conscience d'avoir un faible niveau en football. Cependant, grâce à l'arrivée d'Hikaru dans l'équipe, il fait beaucoup plus d'efforts pendant les entraînements et gagne en assurance. Son jeu s'améliore également avec le temps. Il participe donc plus confiant au tournoi de Gênes.

### Joueur de San Podesta Jr
- Mario Santis (San Podesta Jr ⇒ Gênes ⇒ San Podesta Jr ⇒ Ailes de Jupiter)

Meneur de jeu de San Podesta Jr et lieutenant attitré de Julian dans cette équipe. Doté d'un sens de l'observation et d'une intelligence de jeu hors norme, il est capable d'anticiper l'essentiel des plans de jeu de l'adversaire et de les contrecarrer pour lancer Julian en attaque. Très sympathique, il est l'un des premiers soutiens d'Hikaru au sein de l'équipe de Gênes.
À la suite du départ de Julian pour l'équipe des Ailes de Jupiter, il est promu capitaine de l'équipe de San Podesta. Après la finale opposant l'équipe des Ailes de Jupiter et celle San Podesta Jr, Mario rejoint les Ailes de Jupiter car on peut le voir avec l'uniforme de cette équipe à la fin du dernier épisode de la série.
- Renato Salgari (San Podesta Jr)

Attaquant de San Podesta Jr, recruté à la suite du départ de Julian. Incroyablement doué, il peut reproduire les shoots de Julian et d'Hikaru, même en déséquilibre complet. Cependant il manque d'expérience et se fatigue rapidement lors de grands matchs.
- Renzo Rotta (San Podesta Jr ⇒ Gênes ⇒ San Podesta Jr)

Attaquant de San Podesta Jr, il est le remplaçant attitré de Julian au sein de cette équipe. Titulaire lors du tournoi de Gênes, il parvient à donner un avantage de 2-0 contre Columbus mais ces derniers prennent la mesure de San Podesta et égalisent rapidement, signifiant son retour sur le banc. Par la suite sélectionné dans l'équipe de Gênes, il y est titulaire et marque plusieurs buts précieux. De retour à San Podesta, il y gagne sa place de titulaire.
- Coloni Bottini (San Podesta Jr ⇒ Gênes ⇒ San Podesta Jr)

Le gardien de but de San Podesta Jr.
- Carone Baptistella

Le Directeur de San Podesta Jr. Il supervise également l'équipe de sélection de Gênes.

### Autres joueurs
- Bruno Moricone (Margherita ⇒ Gênes ⇒ San Podesta Jr)

Joueur vedette de Margherita, il se dispute souvent avec l'équipe de Columbus pour un terrain. Les deux équipes s'affrontent dans un match, mais la sienne se fait battre par l'équipe adverse, rejointe par Benjamin. Pendant le tournoi de Gênes, son équipe perd face à Gloria, l'équipe de Cesare, et est éliminée de la compétition. Il est, malgré tout, sélectionné dans l'équipe de Gênes pour le tournoi d'Italie, mais se comporte de manière arrogante et individualiste. Après le premier match, il change d'attitude et adopte l'esprit d'équipe. Après la victoire au tournoi, il rejoint, par la suite, San Podesta Jr.
- Nino & Riki Biancchi (Corvette ⇒ Gênes ⇒ San Podesta Jr)

Deux jumeaux attaquants de l'équipe de Corvette. Grands et dôtés d'une grande détente, leur principal talent se base sur le jeu de tête et des successions de une-deux pour se débarrasser de leurs adversaires. Ils sont sélectionnés dans l'équipe de Gênes et intègrent par la suite San Podesta Jr.
- Alfredo Pettri (Gloria ⇒ Gênes ⇒ San Podesta Jr)

Défenseur de Gloria, il voue un véritable culte à Cesare et est prêt à tout pour qu'il devienne le meilleur joueur du monde. De petite stature, il est cependant extrêmement tenace au point de pouvoir parfois stopper les meilleurs joueurs de la série. Sélectionné dans l'équipe de Gênes, il n'hésite pas à s'interposer de nombreuses fois en finale devant son idole, parfois avec succès.
- Woltz Hoffmann (Brême ⇒ Naples ⇒ Ailes de Jupiter)

Gardien allemand, il est recruté par Naples et rejoint leur équipe durant le quart de finale du tournoi d'Italie. Grand et massif, il est également doté d'une grande agilité lui permettant d'encaisser peu de buts. Il anticipe la direction des tirs en observant les pieds des tireurs, ce qui lui permet de réagir très rapidement mais il peut être facilement pris à contrepied si le tireur comprend sa méthode.
Il peut aussi arrêter des tirs très puissants, à l'exception du tir de Cesare. Sa force physique lui permet également de lancer le ballon directement vers ses attaquants.
À l'issue de la finale perdue contre Gênes, il rejoint l'équipe des Ailes de Jupiter, préférant jouer dans la même équipe que les meilleurs buteurs qu'il connaisse.
- Papan Correia Da silva (Ailes de Jupiter)

Milieu de terrain excessivement narcissique et paresseux, il s'est fait renvoyer de 14 équipes différentes, peu porté sur l'entraînement et la discipline bien qu'ayant le potentiel pour devenir le meilleur joueur du monde. Recruté, il entame une rivalité avec Lucas, qui pratique un football similaire au sien, mais se découvrant comme point commun l'acrobatie, les deux jeunes garçons deviennent finalement copains.
- Ash Rodrigues (Ailes de Jupiter)

Libéro brésilien, il évoluait en Allemagne où il était connu sous le surnom de "poissard". Il a gravement et accidentellement blessé son meilleur ami Alexandro lors d'un entraînement, ruinant sa carrière, mais se blesse également lors du choc. Depuis ce jour, il panique devant toute action physique sur le terrain (tacles, accrochages, etc.). Lors de la finale du tournoi national face à la France, il révèle l'accident à ses coéquipiers, puis Yann l'aide à surmonter son blocage. Il va sympathiser avec Cesare et ce dernier et former un trio de choc face à San Podesta Jr.
- Yann Haarden (Ailes de Jupiter)

Ancienne star de l'équipe de Pays-Bas, il en est renvoyé après avoir blessé les joueurs de son équipe alors qu'il tentait d'endurcir ses coéquipiers mais cette action a permis aux Ailes de Jupiter de participer au tournoi européen. Joueur très physique, au point de rivaliser avec Cesare, il joue le plus souvent à ses côtés. Nettement plus stratège que son rival, il se sert régulièrement de lui à son insu pour faire le ménage dans les défenses et se prendre les mauvais coups à sa place. Il aide également Ash à surmonter son blocage. Plus tard, il va finir par sympathiser avec Cesare et Ash et former un trio de choc, notamment face à San Podesta Jr.
- Jean Levaillant (Milan)

Capitaine de l'équipe de Milan, il joue au poste de milieu de terrain et est l'un des joueurs les plus forts techniquement de la série. Sachant pratiquement tout faire avec un ballon, il est surnommé "Le magicien".
- Nero Martella, Erio Caruso  et Bento Capone (Rome)

Trio d'attaquants de l'équipe de Rome (Nero étant le capitaine de l'équipe). Jouant toujours très collectivement, ils pratiquent un jeu de passes très efficace.
- Ricardo Costello (Naples)

Lieutenant de Cesare en équipe de Naples. Joueur au sang chaud, il est le seul personnage de la série expulsé d'un match à la suite d'un carton rouge face à l'équipe de Tren.
- Peter Shilton (Angleterre ⇒ Ailes de Jupiter)

Capitaine de l'équipe nationale d'Angleterre, il joue au poste de défenseur et rejoint les Ailes de Jupiter pour la Coupe du monde des clubs.
- Marcel Beauregard (France ⇒ Ailes de Jupiter)

Capitaine de l'équipe nationale de France. Il est réputé pour la précision de ses passes, étant "capable de faire passer un ballon dans le trou d'une aiguille" selon une légende. Il rejoint les Ailes de Jupiter pour la Coupe du monde des clubs. Autrefois, il a été humilié par Eric et depuis il s'est entraîné comme jamais afin de le surpasser ce qui lui a permis d’être un grand joueur et le capitaine de l'équipe de France.
- Carlos Oliveira Tavares (Falcon Jr)

Attaquant brésilien, capitaine de l'équipe de Falcon Jr. Il maîtrise très bien les tirs au but à effet.
- Giovanni Barbossa-Perreira (Falcon Jr)

Joueur brésilien, attaquant de Falcon Jr. et lieutenant de Carlos.
- Ken Hinamori (Pegasus FC)

Capitaine de l'équipe du Dragon Rouge du Pegasus FC. Il est également ceinture noire de karaté et s'inspire de cet art martial dans son jeu. Il admire beaucoup Hikaru et rêve de le battre un jour.
- Ryo Sakura (Pegasus FC)

Gardien de but de l'équipe du Dragon Rouge du Pegasus FC. Il s'inspire également du karaté pour ses parades. Il est sans doute avec Woltz l'un des deux meilleurs gardiens de but de la série.

### Élève de l'école de ballet
- Lisa Palmioli

Une élève de l'école de ballets de Gênes, avec ses amis Monica, Catherine et Sofia et Angeletta. Depuis que Roberto lui a demandé de venir au match de Colombus pour l'encourager elle s'intéresse beaucoup plus au football mais aussi à Hikaru pour qui elle développe un intérêt amoureux, elle se rapprochera davantage de Catherine au fur et à mesure que l'histoire avance.
- Monica Rossi

Amie proche de Sofia et de Lisa, Monica est également une élève à l'école de ballet de Gênes. Après avoir assisté au premier match de Colombus, elle s'intéresse davantage au football, mais surtout à Hikaru. Elle devient d'ailleurs l'une de ses admiratrices. C'est une fille sympathique qui admire beaucoup Catherine. Monica est d'ailleurs persuadée que cette dernière est faite pour le rôle de première ballerine.
- Sofia Ruggiero

Une jeune fille qui étudie la danse à l'école de ballet de Gênes. Elle est tout le temps en compagnie de ses deux amies : Monica et Lisa. Plutôt gentille, elle connaît bien Roberto et entretient une relation assez ambiguë avec lui. Elle vient encourager Colombus pour leur premier match lors du tournoi de Gênes, sur la demande de Roberto. Depuis, elle s'intéresse beaucoup plus au football et continue de soutenir l'équipe pour tous leurs autres matchs. Peu après, elle se rapproche également de Catherine. Lors de la finale opposant Genes à Naples, Sofia fut impressionner par la volonté de Roberto.
- Angeletta Alessi

C'est une autre amie proche de Catherine, Lisa, Sofia et de Monica. Elle est une excellente danseuse, elle aussi commence à développer un intérêt particulier pour Hikaru.

### Les animaux
- Toto

Un chien de compagnie à l'école de ballet que fréquente Catherine.

## Développement

### Une origine floue
Les Japonais ne reconnaissent pas l'influence de Thibaut Chatel sur la production originale (dont la diffusion au Japon était antérieure de plus d'un an). De nombreux spécialistes pensent qu'en réalité, la France s'est contentée d'acheter la série, d'en modifier légèrement le montage, d'y ajouter 3 épisodes de remontage, et de faire remplacer les musiques de Junnosuke Yamamoto par quelques compositions de Gérard Salesses. Ceci afin de justifier une origine française, tout en masquant l'influence japonaise, et de bénéficier de crédits de financement et des fameux « quotas » de diffusion d'œuvres européennes sur les chaînes de télévision.

### Un redécoupage français
La production japonaise Nippon Animation a produit 49 épisodes diffusés en 1991 et en 1992.
Néanmoins, la production française a tablé sur 52 épisodes, c'est pourquoi les équipes de Thibaut Chatel ont monté les trois derniers épisodes à partir d'images extraites d'anciens épisodes.
Au niveau scénaristique, AB productions s'est appuyé sur l'affaire VA-OM survenue en mai 1993 pour écrire ces épisodes.
Néanmoins, ces épisodes ne seront diffusés qu'en 1998 sur Télétoon, puis lors des ultérieures rediffusions (sur France 5 ou Mangas dans les années 2000). En effet, TF1 arrête la diffusion de la série à l'épisode 49 le 16 juin 1993, et continuera ce rythme lors des différentes rediffusions sur la chaine.

### Contexte
Dans le travail scénaristique, il y a en toile de fond la guerre du Golfe (1991) et le 500e anniversaire de Christophe Colomb (1992) comme arrière-plan historique. Pour le montrer, le club auquel appartient le personnage principal Hikaru Kikkawa (Benjamin Lefranc) est Columbus et la base est Gênes, et l'histoire de l'équipe multinationale "Ailes de Jupiter" apparaît dans un cadre similaire à l'armée multinationale de la guerre du Golfe.
Il existe de nombreux animes se déroulant dans un pays étranger au Japon, pays de production. Cependant, parmi eux, l'anime avec une personne vivant dans un pays étranger comme personnage principal est rare, et ce «l'École des champions» est le premier.

## Fiche technique
Comme indiqué ci-dessous, de nombreux membres de l'équipe de production de Les Aventures de Peter Pan (1989) sont impliqués dans cet anime. Cette équipe de production a continué jusqu'à Le Rêve de Jeanie (1992). La composition de la série est Yoshio Kuroda qui était le directeur de Les Aventures de Peter Pan, et le chef de file est Kazue Ikura qui a joué Tootles dans Les Aventures de Peter Pan.
- Réalisation : Ryō Yasumura
- Scénario : Yoshiyuki Suga, Yoshimasa Takahashi
- Composition de la série : Yoshio Kuroda
- Conception de personnages : Nobuhiro Okasako
- Musiques : Junnosuke Yamamoto
- Directeurs d'animation : Nobuhiro Okasako (chef), Hirokazu Ishiyuki, Ikuo Shimazu, Osamu Ichikawa, Warurō Suzuki
- Directeur artistique : Masaaki Kawaguchi
- Directeur du son : Etsuji Yamada
- Producteur : Shun'ichi Kosao (Nippon Animation), Shinsuke Kurabayashi (TV Tokyo)
- Planification : Shōji Satō (Nippon Animation), Masunosuke Ōhashi (Succursale d'Osaka de Dentsu)
- Gestion de la production : Mitsuru Takakuwa, Junzō Nakajima (Nippon Animation)
- Gestion des droits d'auteur : Tadashi Hoshino
- Relations publiques : Masaaki Shimada (TV Tokyo)
- Coopération de tournage : Ville de Gênes, Unione Calcio Sampdoria
- Coopération des uniformes : adidas

## Liste des épisodes
Les épisodes suivants sont de la version française. La version originale (japonaise), qui est le pays de production, est légèrement différente. Les 3 derniers épisodes, de simples remontages d'anciens épisodes, sont inédits au Japon.
L'histoire sont divisés en trois parties: la première partie Columbus, la deuxième partie Sélection de Gênes, la dernière partie Ailes de Jupiter.
1. À la conquête du monde
2. Comment devenir un champion
3. À qui la victoire
4. L'Amitié des onze
5. Jusqu'au bout du rêve
6. La Rage de vaincre
7. En route vers le titre
8. Un match acharné
9. La Première fois
10. Vive César
11. Le But de la victoire
12. La Promesse
13. La Grande finale
14. Le Roi du terrain
15. Une partie décisive
16. L'Aigle vole bas
17. Un combat désespéré
18. Un champion blessé
19. Je déteste le foot !
20. Ne dis pas au revoir
21. Le Rideau se lève
22. La Solitude du capitaine
23. Super magnum
24. Le Magicien
25. L'Adieu aux amis
26. Le Retour de Catherine
27. Pour celui que tu aimes
28. La Finale d'Italie
29. Le Mur brisé
30. Un caractère indomptable
31. La Victoire de l'amitié
32. Le Nouveau challenge
33. L'Équipe de rêve
34. Les Nouveaux hommes du monde
35. Le Tournoi européen
36. Croyez en leur puissance
37. Le Jeu final
38. Le But de l'amitié
39. Le But du trio fabuleux
40. À la conquête du podium
41. La Gloire d'être le numéro 1
42. Casser le rythme de la Samba
43. Les Onze Magnifiques
44. Une botte secrète
45. La Finale de la coupe du monde junior
46. La Tactique secrète de Mario
47. Vas-y César
48. La Bataille pour la victoire
49. Le Dernier mot - Le dernier combat
50. La Mauvaise nouvelle
51. L'Entraînement de la dernière chance
52. La Victoire des victoires

## Doublage

### Voix japonaises
- Kazue Ikura : Hikaru Kikkawa
- Kumiko Nishihara : Anna Liegi
- Banjō Ginga : Albert Robson
- Yō Yoshimura, Kazuaki Fukuda : M. Bertini
- Rica Matsumoto : Julian Ray
- Chieko Honda : Catherine Ray
- Takumi Yamazaki : Cesare Gatti, Coloni, Toto (chien)
- Tsutomu Kashiwakura : Roberto Concini
- Megumi Tano : Lucas Rondi
- Chafūrin : Giorgio Fornari
- Chie Satō : Macaroni Giotti
- Ai Orikasa : Mario Santis, Sophia Ruggiero
- Isshin Chiba : Renato Salgari
- Shinya Ōtaki : Carone Baptistella
- Masami Kikuchi : Renzo Rotta, Rick Bianchi
- Naoki Bandō : Nino Bianchi
- Nobuo Tobita : Bruno Moricone, annonceur
- Toshihiko Nakajima : Woltz Hofmann
- Tomoyuki Dan : Yann Haarden
- Shizuka Kochi : Papan Correia Da Silva
- Junko Asami : Monica Rossi
- Yuri Shiratori : Lisa Palmioli

### Voix françaises
- Adrien Antoine : Benjamin Lefranc
- Jackie Berger : Éric Townsend, Lucas, Mario (épisodes montés)
- Alexis Tomassian : Bruno (1re voix)
- Nathalie Mazeas : Anna, Bruno (voix principale), Ache, Lisa
- Valérie de Vulpian : Catherine, Alain, José, Ken, Sofia
- Dolly Vanden : Roberto, Mario, Marcel, Erio
- Bernard Soufflet : Cesare, M. Carone, Antonio
- Martine Regnier : Alfredo (2e voix), Papan, Renato, Ricardo, Jean, Sergio, Rick
- Thierry Bourdon : Macaroni, Renzo, Nino, Peter, Ryo, Coroni
- Francette Vernillat : Giorgio, Maria, Alfredo (1re voix), Woltz, Yann, Carlos, Rago, Nero, Ricardo ( épisode 23)
- Henri Poirier : M. Bertini
- Jean-Pierre Delage : M. Robson
- Jean-Claude Montalban : commentateur, frère de Robson, Cesare, Mr Carone (épisodes montés)
- Brigitte Lecordier : Éric et Lucas (voix de remplacement), Benjamin (épisodes montés)

## Génériques

### Génériques japonais
Générique de début
- L'Attaquant rêveur (ドリーム・ストライカー, Dorīmu sutoraikā?)
  - Chanteuse : Wakako Shimazaki
  - Paroles : Shun Taguchi
  - Musique : Masamichi Sugi
  - Arrangement : Seiichi Kyoda

Générique de fin
- L'Étranger ~Straniero~ (異邦人 ~ストラニエーロ~, Ihōjin ~sutoraniēro~?)
  - Chanteuse : Wakako Shimazaki
  - Paroles : Shun Taguchi
  - Musique : Masamichi Sugi
  - Arrangement : Seiichi Kyoda
  - Le sous-titre "straniero" est le mot italien pour "étranger".
  - Cette chanson n'est pas jouée en version complète dans les ouvrages même dans l'épisode final, et c'est une version raccourcie normale même dans l'épisode final.

Chanson d'insertion
- Les Ailes de la jeunesse (青春の翼, Seishun no tsubasa?)
  - Chanteuses et chanteurs : Kazue Ikura, Rica Matsumoto, Ai Orikasa, Takumi Yamazaki, Nobuo Tobita
  - Cette chanson est jouée dans les 25ème, 39ème épisodes et l’épisode final.

- Chasseur de rêves (夢追い人, Yuneoibito?)
  - Chanteuse : Kazue Ikura
  - Cette chanson est jouée dans le 40ème épisode.

- Anna (Anna?)
  - Chanteuse : Kumiko Nishihara
  - Cette chanson est jouée dans le 26ème épisode.

- Chevalier des champs (フィールドの騎士, Fīrudo no kishi?)
  - Chanteuse : Rica Matsumoto
  - Cette chanson est jouée dans le 29ème épisode.

- Jungle de la solitude (孤独のジャングル, Kodoku no janguru?)
  - Chanteur: Takumi Yamazaki

- Mémoire de coucher du soleil (サンセット・メモリー, Sansetto memorī?)
  - Chanteuse : Kazue Ikura, Chieko Honda
  - Cette chanson est jouée dans le 41ème épisode.

(Toutes les chansons d'insertion)
- Paroles : Ryō Yasumura
- Musique : Nobuyuki Nakamura

Dans la version japonaise, un CD d'une comédie musicale audio qui rassemble les chansons thème et les chansons d'insertion est également produit, et Ai Orikasa, qui joue Mario Santis, est chargé de la progression de l'histoire,.

### Génériques français
- Générique de début et fin : L'École des champions
  - Chanteur : Bernard Minet